# Manuel de Mora-Figueroa
Manuel de Mora-Figueroa y Gómez-Imaz (Sevilla, 4 de octubre de 1904 - Madrid, 13 de enero de 1964) fue un político y militar español. Participó en la Guerra civil y posteriormente lo haría en la Segunda Guerra Mundial alistado en la División Azul. Militante falangista desde fecha temprana, durante la dictadura franquista ocupó puestos relevantes y llegaría a ser vicesecretario general de FET y de las JONS. También fue procurador en las Cortes franquistas.

## Biografía
Nació en Sevilla el 4 de octubre de 1904, siendo el segundo de los hijos de los marqueses de Tamarón. 
Ingresó en la Escuela Naval en 1920, de la que salió cinco años después licenciado y con el rango de Alférez de navío. Cuando se produjo la proclamación de la Segunda República se encontraba destinado en el crucero ligero Reina Victoria Eugenia. Desde fechas tempranas se afilió a la Falange Española de las JONS. Su hermano José también era miembro de Falange y llegaría a convertirse en jefe provincial de la Falange gaditana, mientras que Manuel era el jefe provincial de milicias. En los meses anteriores a la Guerra civil ambos hermanos adquirieron y acumularon armas en colaboración con Ramón de Carranza, uno de los jefes de la conspiración en Sevilla.

### Guerra civil
Cuando se produjo el estallido de la Guerra civil, Manuel Mora-Figueroa se encontraba en Cádiz y tomó parte en la sublevación militar al frente de sus milicias. Para estas fechas ya ostentaba el rango de capitán de navío. Tras dominar la situación en la capital, las fuerzas de Mora-Figueroa se unieron a las de su hermano en lo que se conoció como «Tercio Mora-Figueroa». La columna avanzó por la Sierra de Cádiz y la serranía de Ronda, hasta alcanzar la propia Ronda, donde la unidad estableció su cuartel general. Allí las fuerzas de Mora-Figueroa ejecutaron a numerosos prisioneros procedentes de las localidades cercanas a Ronda. Más adelante el Tercio Mora-Figueroa, que a lo largo de la contienda aumentó considerablemente su tamaño, participaría en otras operaciones militares como la conquista de Málaga, o el cierre de la «bolsa de Mérida».

### Dictadura franquista
Durante los primeros años del franquismo ocupó diversos cargos, como gobernador civil de las provincias de Cádiz y Madrid. A finales de 1939 fue nombrado miembro del Consejo Nacional de FET y de las JONS. Llegaría a ser asesor y jefe de Estado Mayor de la Milicia Nacional de FET y de las JONS. En septiembre de 1940 formó parte de la comitiva española que visitó Berlín, junto a Ramón Serrano Suñer y otros. Sin embargo, por estas fechas Mora-Figueroa pasó a formar parte del grupo de falangistas descontentos con Franco —junto a otros como Dionisio Ridruejo, Enrique Sotomayor o Agustín Aznar— por la falta de compromiso del Generalísimo con el «Nuevo Orden» nazi.
En junio de 1941, tras producirse la invasión alemana de la Unión Soviética, el régimen franquista organizó una unidad de voluntarios para ir combatir a los soviéticos, la División Azul. La idea de formar esta unidad surgió durante una cena en el Hotel Ritz entre Serrano Suñer, Dionisio Ridruejo y Mora-Figueroa. El propio Mora-Figueroa se alistaría en la división, marchando al Frente ruso y llegando a convertirse en ayudante del general Muñoz Grandes. Tras la caída de Serrano Suñer, en septiembre de 1942 fue nombrado vicesecretario general de FET y de las JONS, sustituyendo a José Luna Meléndez. En esta época José Luis Arrese estaba al frente de la Secretaría General del partido. La llegada de Mora-Figueroa a la vicesecretaría coincidió con un alejamiento del partido único de las posturas más abiertamente filonazis. Otro hecho relevante de estos años fue la disolución de la milicia de FET y de las JONS en julio de 1944. Mora-Figueroa se mantuvo en el cargo hasta septiembre de 1944, cuando fue sustituido por el «neofalangista» Rodrigo Vivar Téllez. Con posterioridad no ocupó otros puestos relevantes.

## Reconocimientos
- Medalla Militar (1939)[17]
- Gran Cruz de la Orden de Cisneros (1944)[18]
- Medalla de Plata de Jerez de la Frontera (1961; revocada en 2017)[n. 2]